# Mangrove (fa)

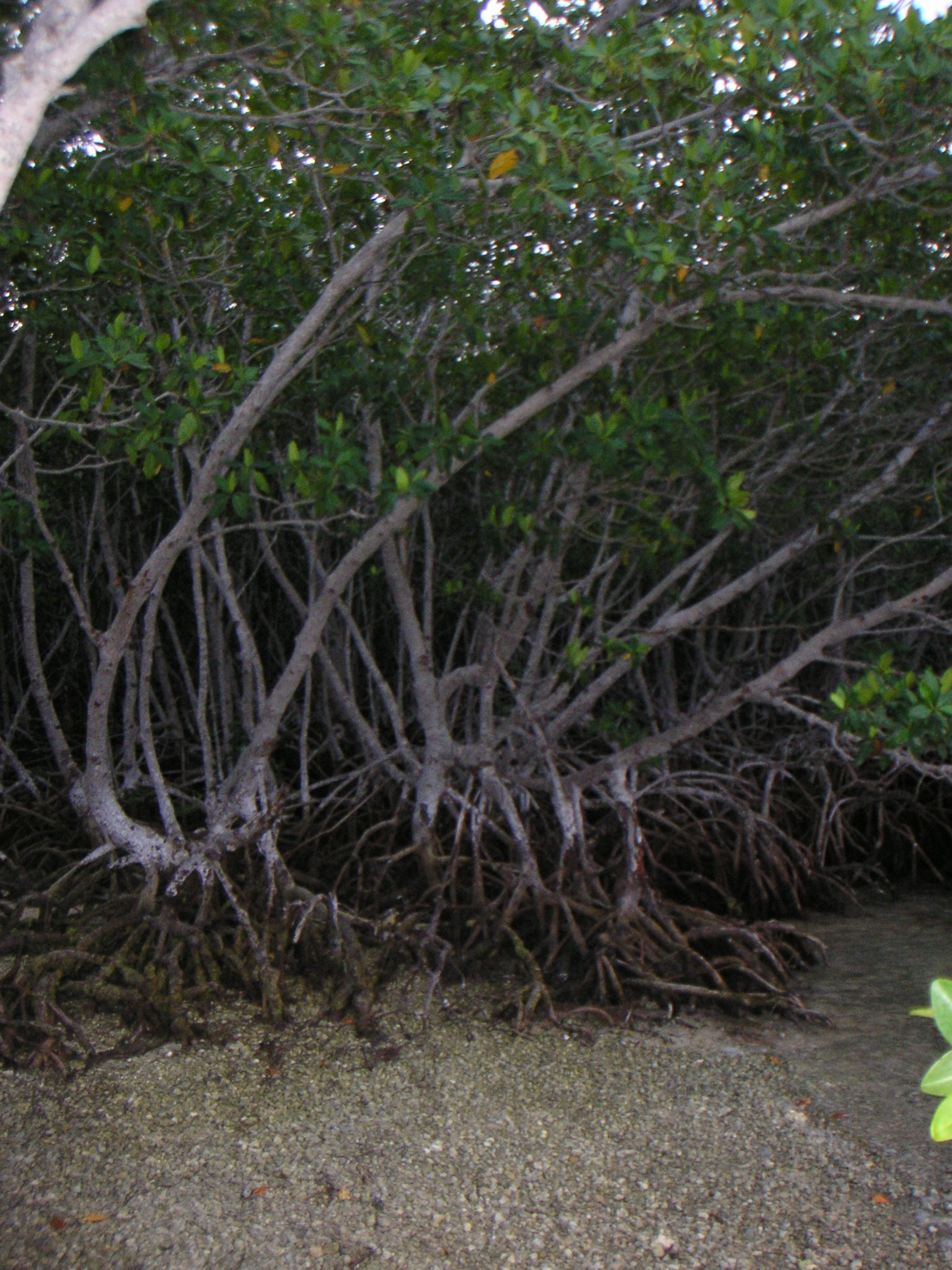
Vörös mangrove (Rhizophora mangle, Florida Keys)

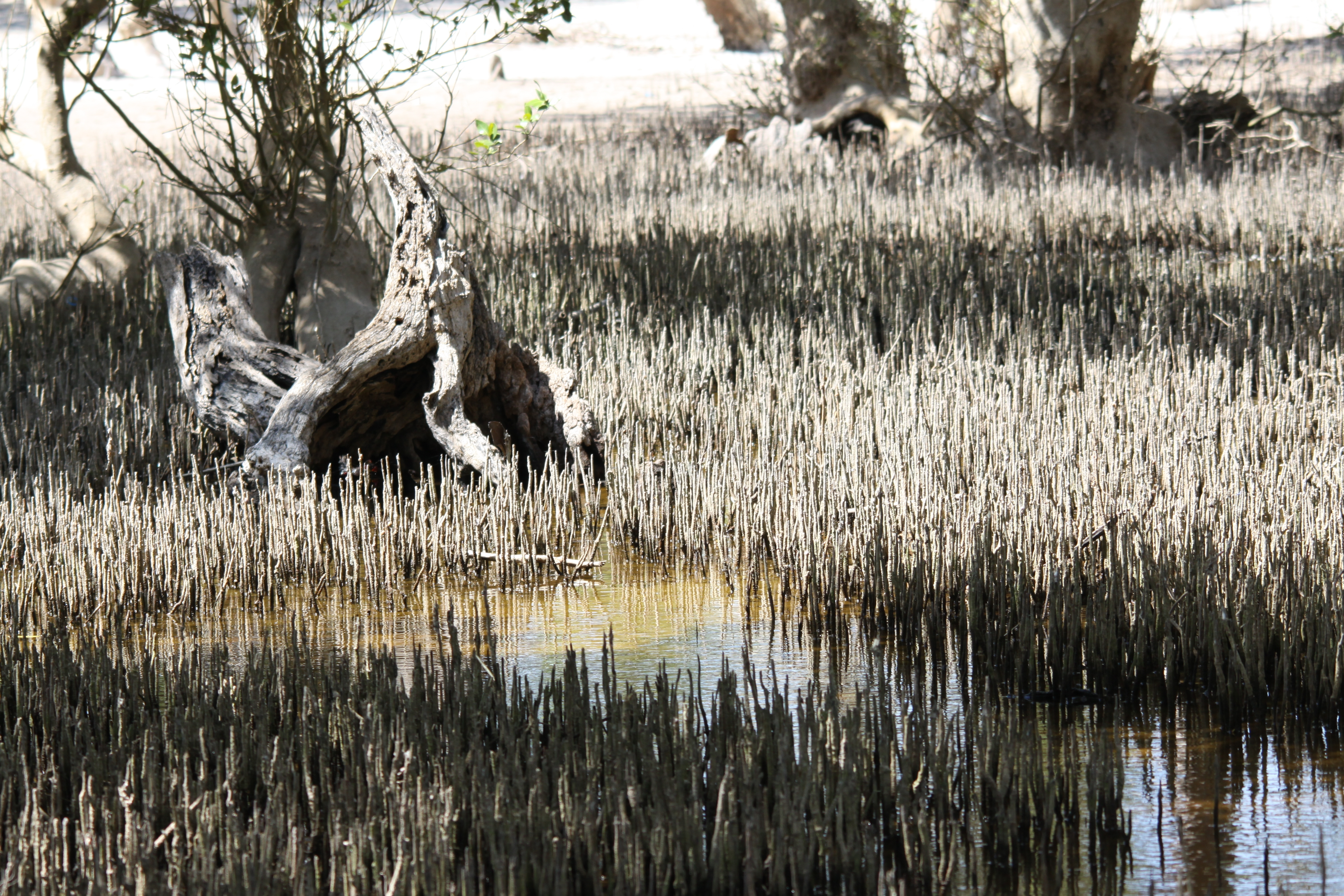
Fekete mangrove (Avicennia sp.) sűrű szellőzőgyökerei (pneumatofórái)

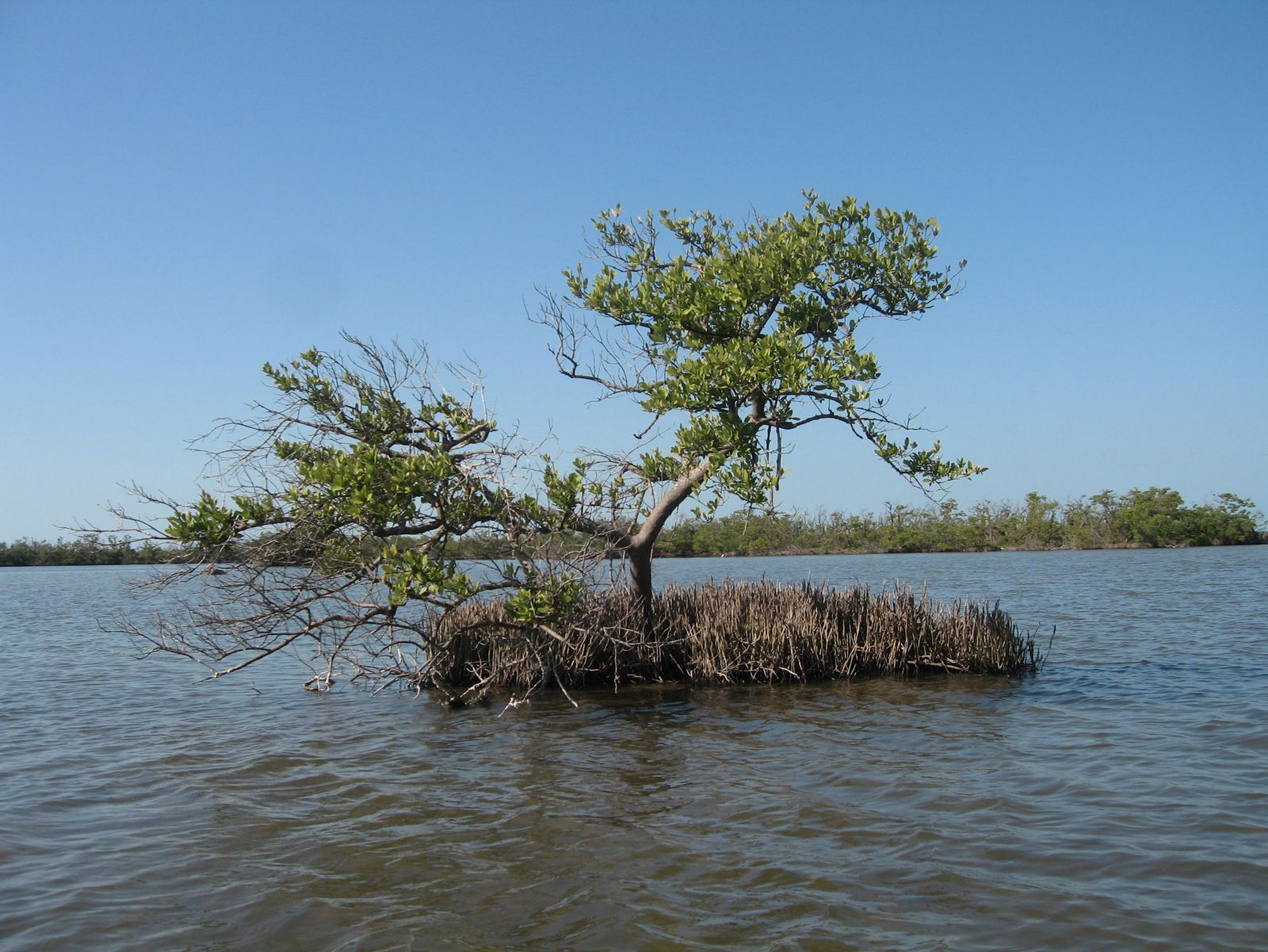
A sekély vízben magányosan álló közönséges vörös mangrove (Rhizophora mangle) az Everglades Nemzeti Park Cape Sable területén

A mangrove az olyan cserjék vagy fák gyűjtőneve, amelyek tengerparti sós vízben nőnek. Túlnyomórészt a trópusi partok árapály-övezetében élnek, 20 °C feletti vízhőmérsékletű, sótűrő mangroveerdőket alkotnak.
Világszerte előfordulnak a trópusokon, továbbá a szubtrópusokon, sőt néhány faj a mérsékelt övi tengerparti övezetben is.
A konvergens evolúció eredményeként a növények öt(!) családjából fejlődtek ki. A vörös mangrove a mangrove életmódú fák egyik legismertebb csoportja négy nemzetség több mint 20 fajával. 
| Család, fajainak számával        | Nemzetség, fajainak számával                      | Magyar neve     |
| -------------------------------- | ------------------------------------------------- | --------------- |
| medvekörömfélék (Acanthaceae), 9 | Avicennia, 9                                      | fekete mangrove |
| nyálkafafélék (Combretaceae), 5  | Conocarpus, 1 Laguncularia, 1 Lumnitzera, 3       | fehér mangrove  |
| pálmafélék (Arecaceae), 1        | Nypa, 1                                           | mangrovepálma   |
| Rhizophoraceae, 22               | Bruguiera, 7 Ceriops, 5 Kandelia, 2 Rhizophora, 8 | vörös mangrove  |
| füzényfélék (Lythraceae), 5      | légzőfa (Sonneratia), 5                           | mangrovealma    |

Ezek a „mangrove életmódú” fák határozzák meg a mangroveerdő lombkoronaszintjének fajösszetételét. Közös sajátosságaikat a fitocönológiai társuláscsoport leírásánál ismertetjük.

## A „mangrove” név eredete
Valószínűsítik, hogy a „mangrove” szó guarani eredetű, és más nyelvekbe spanyol (esetleg még portugál) közvetítéssel kerülhetett át – portugál alakja „mangue”. A spanyol „mangle” alak a tudományos nevezéktanba egyebek közt a közönséges vörös mangrove (Rhizophora mangle) fajneveként épült be. Az angolba eredetileg „mangrow”-ként használták, és ezt a „grove” szó hatására a népetimológia torzította jelenlegi alakjába.

## Származásuk, elterjedésük
A Malpighiales rend Rhizophoraceae családjában, párhuzamos evolúcióval tértek át sajátos életmódjukra. Valószínűsítik, hogy az ausztrál flórabirodalomban (Australis) alakultak ki, és utána a szomszédos Dél- és Délkelet-Ázsiában találtak igazi élőhelyükre – ide értve az Indonéz szigetvilágot is. Többségük ma is ezeken a vidékeken él; az afrikai és amerikai mangroveerdők jóval fajszegényebbek.

## Életmódjuk, termőhelyük

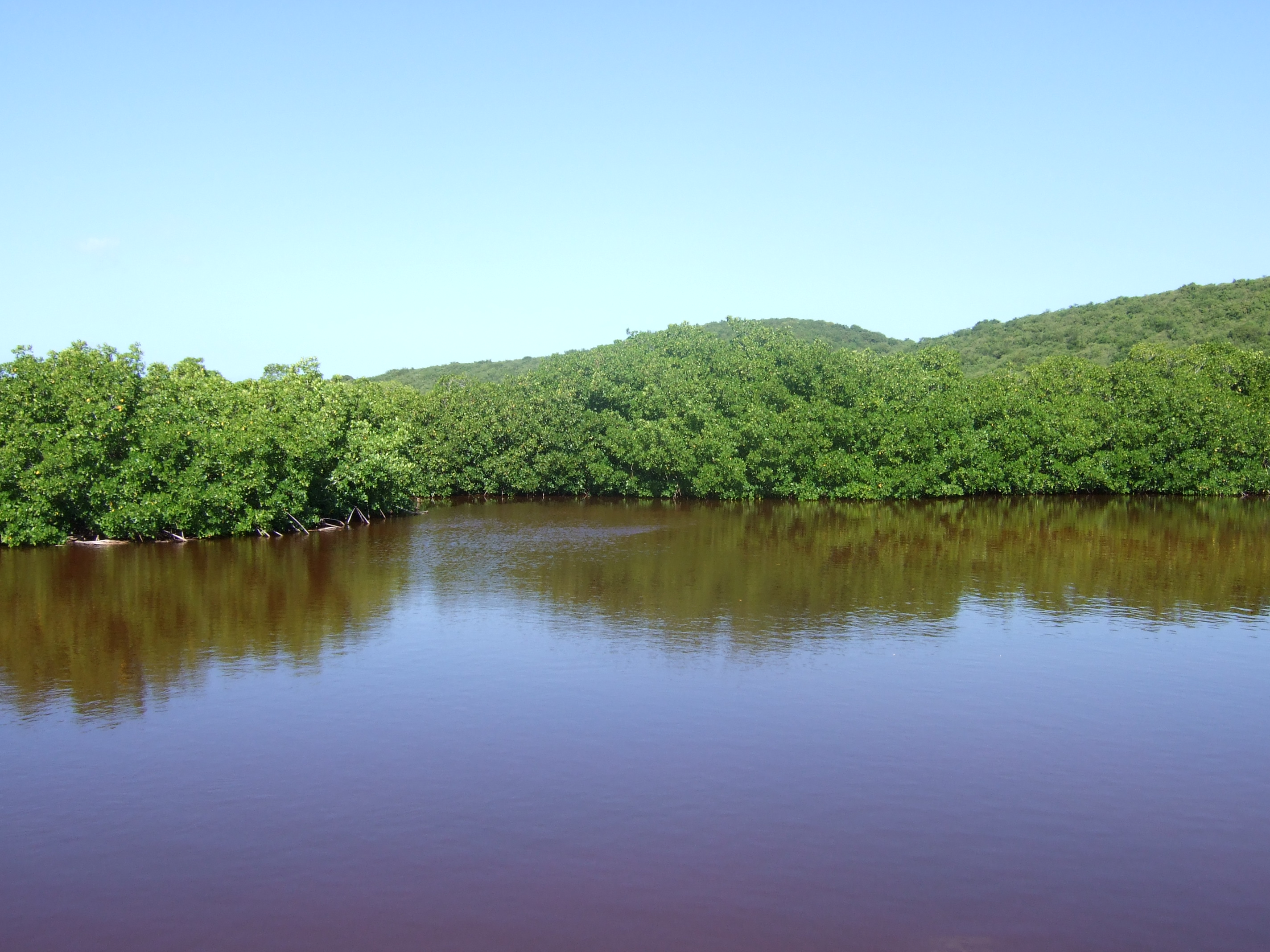
Közönséges vörös mangrove-erdő Fajardónál (Puerto Rico, San Juan Erdőrezervátum)

A többi mangrovefélénél jobban tűrik a folyamatos elöntést, ezért többnyire a mangroveerdők frontális (tenger felé néző) zónájában, az árapályöv mélyebb részén élnek, esetenként a légzőfa (Sonneratia) fajokkal közösen.

## Rendszertani felosztásuk
Bruguiera nemzetség 6-7 fajjal:
- Bruguiera cylindrica
- Bruguiera exaristata
- Bruguiera gymnorhiza
- Bruguiera hainesii
- Bruguiera parviflora
- Bruguiera sexangula

Ceriops nemzetség 5 fajjal:
- Ceriops australis
- Ceriops decandra
- Ceriops pseudodecandra
- Ceriops tagal
- Ceriops zippeliana

Kandelia nemzetség 2 fajjal:
- Kandelia candel
- Kandelia obovata

Rhizophora nemzetség 8 természetes és egy hibrid fajjal:
- Rhizophora apiculata
- Rhizophora harrisonii
- Rhizophora lamarckii
- közönséges vörös mangrove (Rhizophora mangle)
- Rhizophora mucronata
- Rhizophora racemosa
- Rhizophora samoensis
- Rhizophora stylosa

Hibrid faj: Rhizophora x annamalayana

## Fordítás
- Ez a szócikk részben vagy egészben  a   mangrove című angol Wikipédia-szócikk ezen változatának fordításán alapul.  Az eredeti cikk szerkesztőit annak laptörténete sorolja fel. Ez a jelzés csupán a megfogalmazás eredetét és a szerzői jogokat jelzi, nem szolgál a cikkben szereplő információk forrásmegjelöléseként.